# Логографы
Логогра́фы (др.-греч. λογογράφος, мн. ч. λογογράφοι logographoi от λόγος, logos — слово, прозаическое произведение и γράφω, grapho — пишу) — в Древней Греции обозначение двух групп людей: историков и составителей речей.
Логограф — сочинитель в прозе.
Критикуя сочинения своих предшественников и современников, историк Фукидид называет их «логографами». Как указывает В. Г. Борухович, в Аттике IV в. до н. э. логографами чаще называли лиц, избравших своей профессией составление речей для выступающих в качестве истца или ответчика в судебном процессе. Термин «логограф» используется для обозначения группы ранних греческих историков, писавших до Геродота и Фукидида или бывших их современниками.

## Историки
Логографы — авторы первых сочинений древнегреческой исторической прозы.
Первые логографы появились в Ионии в середине VI в. до н. э. Различают два поколения логографов: старшее (VI — первая половина V вв. до н. э.; Кадм Милетский, Гекатей Милетский, Харон, Скилак и др.) и младшее (2-я половина V в. до н. э.; Ксанф, Ферекид, Гелланик и др.). Опираясь на мифы, предания, логографы пытались восстановить легендарную историю греческих полисов, «варварских» стран, генеалогию аристократических родов (это видно из дошедших фрагментов сочинений Гекатея, Харона, Ксанфа). Некоторые сочинения логографов, основанные на личных впечатлениях от путешествий, содержат ценные этнографические и географические сведения (сочинения Гекатея, Скилака). Младшие логографы на основе городских хроник, списков должностных лиц и т. д. пытались установить хронологическую последовательность событий раннегреческой истории. Наиболее известна «Аттида» Гелланика — летопись событий из истории Афин и древних греческих полисов.
Логографы считали, что в основе эпической традиции лежат реальные события, и пытались выявить их, идя по пути наивно-рационалистического толкования мифов, устранения из них несообразностей, сверхъестественного элемента. От сочинений логографов сохранились лишь скудные фрагменты.

## Сочинители речей
Логографы в Афинах (с конца V в. до н. э.) — составители речей для выступления тяжущихся сторон в суде. Готовили речи, сообразуясь с индивидуальностью «заказчика».
В жизни древнего грека суд занимал очень большое место, но весьма мало походил на современный. Института прокуроров не существовало, обвинителем мог выступать каждый. Обвиняемый защищался сам: выступая перед судьями, он стремился не столько убедить их в своей невиновности, сколько разжалобить, привлечь их симпатии на свою сторону. Для этой цели применялись самые неожиданные, на наш взгляд, приёмы. Если обвиняемый был обременён семьёй, он приводил своих детей, и те умоляли судей пощадить их отца. Если он был воином — он обнажал грудь, показывая рубцы от ран, полученных в боях за родину. Если он был поэтом — он читал свои стихи, демонстрируя своё искусство. Перед громадной с нашей точки зрения коллегией (в Афинах нормальное число судей было 500, а всего суд присяжных, гелиэя, насчитывал 6000 человек) довести до каждого суть логических доводов было делом почти безнадёжным: гораздо выгоднее было любым способом воздействовать на чувства. «Когда судьи и обвинители — одни и те же лица, необходимо проливать обильные слёзы и произносить тысячи жалоб, чтобы быть с благожелательностью выслушанным», — писал Дионисий Галикарнасский.
В условиях запутанного судебного права судиться в Афинах было делом нелёгким, к тому же не все обладали даром слова, чтобы расположить к себе слушателей. Поэтому тяжущиеся прибегали к услугам логографов, лиц опытных, а главное, обладавших ораторским талантом. Эти люди, ознакомившись с существом дела, составляли за плату выступления своих клиентов, которые те заучивали наизусть и произносили в суде. Бывали случаи, когда логограф составлял одновременно речь и для истца и для ответчика — то есть в одной речи опровергал то, что утверждал в другой.